# Ham Lake
Ham Lake is een plaats (city) in de Amerikaanse staat Minnesota, en valt bestuurlijk gezien onder Anoka County.

## Demografie
Bij de volkstelling in 2000 werd het aantal inwoners vastgesteld op 12.710.
In 2006 is het aantal inwoners door het United States Census Bureau geschat op 14.889, een stijging van 2179 (17.1%).

## Geografie
Volgens het United States Census Bureau beslaat de plaats een oppervlakte van
92,4 km², waarvan 89,2 km² land en 3,2 km² water.

## Plaatsen in de nabije omgeving
De onderstaande figuur toont nabijgelegen plaatsen in een straal van 16 km rond Ham Lake.